# Hojče
Hojče – wieś w Słowenii, w gminie Ribnica. W 2018 roku liczyła 14 mieszkańców.